# Haile Gebrselassie
Haile Gebrselassie (amharisch ኃይሌ ገብረ ሥላሴ, * 18. April 1973 in Assela, Region Oromia) ist ein ehemaliger äthiopischer Langstreckenläufer. Er stellte insgesamt 26 Weltrekorde auf, dominierte als mehrfacher Olympiasieger und Weltmeister ein Jahrzehnt lang die Distanzen von 3000 Meter bis 10.000 Meter und war von 2007 bis 2011 Inhaber des Weltrekordes im Marathon. Er ist viermaliger Gewinner des Berlin-Marathons sowie dreifacher Sieger des hochdotierten Dubai-Marathons.

## Leben
Haile Gebrselassie ist 1,64 m groß. Er wurde als achtes von zehn Geschwistern geboren. In seiner Jugend lief er mit Büchern unter dem Arm täglich zehn Kilometer zur Schule und zehn Kilometer zurück, was nach eigener Aussage immer noch an der eigentümlichen Haltung des linken Arms beim Laufen abzulesen ist. Er ist verheiratet, hat vier Kinder und ist als Geschäftsmann aktiv. 1996 wurden sein Leben und seine Karriere in einem Film verarbeitet, der 1999 erschien. Die Dreharbeiten begannen in Atlanta während der Olympischen Spiele und wurden im Dezember 1996 in Äthiopien fertiggestellt. Darsteller sind die wirklichen Mitglieder der Familie; der junge Gebrselassie wurde von einem Verwandten dargestellt.
Gebrselassie ist Athletenbotschafter der Entwicklungshilfeorganisation Right to Play. 1995 wählte ihn die italienische Sportzeitung La Gazzetta dello Sport zum Weltsportler des Jahres. 1998 wurde er zum Weltleichtathleten des Jahres gewählt. Er ist Ehrenbotschafter der Vereinten Nationen für ein Programm zur Entwicklung Äthiopiens (ONUD) und Träger des  Olympischen Ordens.
2009 eröffnete Gebrselassie sein Haile Resort in der Stadt Awassa und präsentierte zugleich sein ebenfalls neu gegründetes Joint-Venture mit dem Namen Marathon Motors Engineering. Dabei gab er bekannt, in die Automobilbranche einsteigen zu wollen, um Arbeitsplätze in seinem Heimatland zu schaffen.
2011 erhielt er den Prinz-von-Asturien-Preis in der Kategorie Sport.
Seit 2013 ist Haile Gebrselassie als Botschafter für die NGO Light for the World aktiv.

## Karriere
Als 13-Jähriger gewann Gebrselassie einen Wettlauf in der Schulpause gegen Lehrer seiner Schule. Als er dann noch einen Schulwettbewerb und weitere Wettbewerbe gewann, wollte er wie Miruts Yifter Läufer werden. Er ging 1990 nach Addis Abeba, um mit den besten Läufern seines Landes zu trainieren. Noch im selben Jahr wurde er bei den äthiopischen Crosslauf-Meisterschaften Fünfter.
1992 gewann er Silber beim Juniorenrennen der Crosslauf-Weltmeisterschaften und wurde Juniorenweltmeister über 5000 und 10.000 Meter. Bei den Leichtathletik-Weltmeisterschaften 1993 in Stuttgart gewann er die Silbermedaille über 5000 Meter und wurde Weltmeister über 10.000 Meter.

### Weltrekordläufer auf der Bahn
Von 1993 bis 1996 war er bei den Crosslauf-Weltmeisterschaften stets unter den ersten sieben, mit einer Bronzemedaille 1994 als bester Platzierung.
Noch erfolgreicher war er auf der Bahn, wo er zahlreiche Weltrekorde aufstellte. Sein erster gelang ihm am 4. Juni 1994 in Hengelo, als er über 5000 Meter eine Zeit von 12:56,96 min erzielte. Er verbesserte mit dieser Zeit den fast sieben Jahre alten Weltrekord des Marokkaners Saïd Aouita, der bis dahin als einziger Läufer unter 13 Minuten geblieben war. Als hervorragender Wettkampftaktiker distanzierte Gebrselassie häufig aufgrund seiner hohen Grundschnelligkeit mit einem Endspurt in der letzten Runde die Konkurrenten.
Bei den internationalen Titelkämpfen war er für den Rest der 1990er Jahre nicht zu besiegen: Bei den Weltmeisterschaften 1995 in Göteborg, 1997 in Athen und 1999 errang er Gold über 10.000 Meter ebenso wie bei den Olympischen Spielen 1996 in Atlanta und 2000 in Sydney.
Weitere vier Goldmedaillen gewann er bei Leichtathletik-Hallenweltmeisterschaften: 1997 in Paris siegte er über 3000 Meter, 1999 in Maebashi über 1500 Meter und 3000 Meter und 2003 in Birmingham über 3000 Meter. Er stellte 15 Weltrekorde auf. Über 5000 Meter war er von 1994 bis 2004 Inhaber des Weltrekordes, über 10.000 Meter von 1995 bis 2004 (jeweils mit Unterbrechungen). Sein erfolgreichstes Jahr war 1998, als er seine bis 2004 gültigen Weltrekorde über 5000 und 10.000 Meter aufstellte. 2002 verbesserte Gebrselassie zudem den Weltrekord im 10-km-Straßenlauf auf 27:02 min.
Seine erste Niederlage über 10.000 Meter nach acht Jahren erlebte Gebrselassie bei den Weltmeisterschaften 2001 in Edmonton. Hier erreichte er nur den dritten Platz hinter Charles Waweru Kamathi und Assefa Mezgebu. Zwei Jahre später folgte dann bei den Weltmeisterschaften in Paris/Saint-Denis die „Wachablösung“. Gebrselassie wurde von seinem jungen Landsmann Kenenisa Bekele geschlagen, der von nun an auf der Bahn dominieren sollte.
Zu diesem Zeitpunkt hatte sich Gebrselassie bereits längeren Distanzen zugewandt. Bei den Halbmarathon-Weltmeisterschaften 2001 gewann er bei seinem Debüt über diese Distanz den Titel in 1:00:03 h. 2002 wurde er Dritter beim London-Marathon in 2:06:35 h – sein erster ernsthafter Start über die volle Strecke (als Jugendlicher war er bereits einen Marathon in Addis Abeba gelaufen).
Bei den Olympischen Spielen 2004 in Athen wurde er über 10.000 Meter Fünfter und humpelte verletzt über die Ziellinie. Gold ging wie im Jahr zuvor in Paris an Kenenisa Bekele, der auch schon Gebrselassies Weltrekorde über 5000 und 10.000 Meter gebrochen hatte.

### Weltrekordläufer auf der Straße
Neben seiner Laufkarriere auf der Bahn stellte Gebrselassie weitere Rekorde im Straßenlauf auf.
2005 siegte er beim Great Manchester Run, lief bei den Tilburg Ten Miles mit 44:24 min die aktuelle Weltbestzeit über zehn Meilen (diese Distanz gehört nicht zu denen, für die offizielle Weltrekorde geführt werden) und stellte beim Amsterdam-Marathon mit 2:06:20 h die Weltjahresbestzeit auf.
Am 15. Januar 2006 verbesserte Gebrselassie beim Rock ’n’ Roll Arizona Marathon in einem gesonderten Rennen auf der zweiten Hälfte des Marathonkurses den Weltrekord im Halbmarathon um 21 Sekunden auf 58:55 min.
Auch seine 20-Kilometer-Zwischenzeit von 55:48 min stellte einen Weltrekord dar. Am 12. März blieb er bei einem gesonderten Rennen im Rahmen der 20 van Alphen auch unter dem Weltrekord über 25 Kilometer. Diese Zeit wurde ihm jedoch wegen unerlaubter Hilfe durch Läufer, die erst später ins Rennen einstiegen, nicht als Weltrekord anerkannt. Die gelaufene Zeit von 1:11:37 h galt daher nur als Weltbestzeit. Beim London-Marathon dagegen hatte er Probleme mit der regennassen Straße und wurde lediglich Neunter in 2:09:05 h. Die Jagd auf den Marathon-Weltrekord setzte er bei zwei Rennen im Herbst fort: Beim Berlin-Marathon stellte er mit 2:05:56 h die Weltjahresbestzeit auf, und beim Fukuoka-Marathon siegte er in 2:06:52 h.
2007 startete er erneut beim London-Marathon, musste jedoch aufgeben, da er infolge einer Pollenallergie Atembeschwerden hatte. Beim Grand-Prix-Meeting der Leichtathleten in Ostrava am 27. Juni stellte Gebrselassie zwei weitere Weltrekorde in einem Rennen auf. Beim Stundenlauf legte er in 60 Minuten 21.285 Meter zurück und übertraf damit die 16 Jahre alte Bestmarke des Mexikaners Arturo Barrios. Im selben Lauf verbesserte er auch den Weltrekord über 20.000 Meter.
Den Weltrekord über die 42,195-km-Distanz brach er schließlich am 30. September 2007 beim Berlin-Marathon. Mit 2:04:26 h blieb er 29 Sekunden unter den 2:04:55 h, die sein kenianischer Freund Paul Tergat vier Jahre zuvor an gleicher Stelle erzielt hatte. Beim Siegerinterview präsentierte er sich in für ihn typischer Manier. Mit einem Lächeln erklärte er: „Don’t ask me how proud I am … I promised to run 2:03 – it did not happen, what can I do …“ („Fragen Sie mich nicht, wie stolz ich bin … Ich habe versprochen, 2:03 zu laufen – ich habe es nicht geschafft, was soll ich machen …“).
Beim Dubai-Marathon 2008 versuchte er, diesen Rekord zu brechen, wofür eine Rekordprämie von 1.000.000 Dollar ausgeschrieben war. Nach einem horrend schnellen Beginn (10 Kilometer in 28:39 Minuten) erreichte er die Halbmarathonmarke in 1:01:27 h. Nachdem jedoch sein letzter Tempomacher bei Kilometer 30 ausgestiegen war, wurde er langsamer, und so schmolz sein Vorsprung vor den Zwischenzeiten von Berlin, der bei Kilometer 35 noch 25 Sekunden betrug, dahin. Die Endzeit von 2:04:53 h brachte ihm 250.000 Dollar Siegprämie ein.

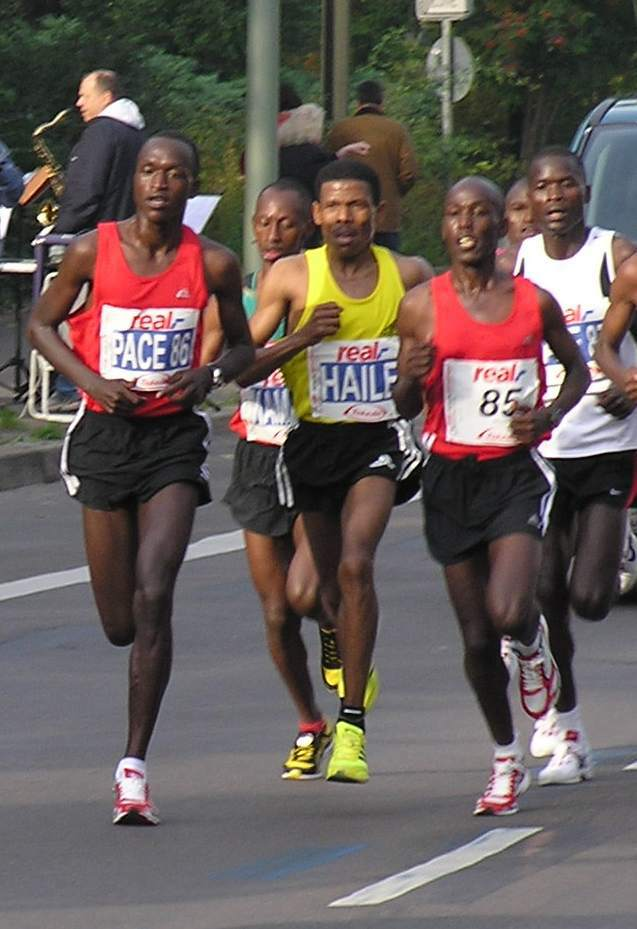
Gebrselassie (Mitte) beim Berlin-Marathon 2008

Im Frühjahr 2008 sagte er wegen seines Asthmaleidens und der starken Luftverschmutzung in Peking die Teilnahme am Marathonlauf der Olympischen Spiele 2008 ab. Stattdessen startete er noch einmal über die 10.000-Meter-Distanz. Bis in die letzte Runde war er in der Spitzengruppe, musste aber im Schlussspurt seine jüngeren Konkurrenten ziehen lassen und kam auf den sechsten Platz, fünfeinhalb Sekunden hinter Kenenisa Bekele, der seinen Sieg von Athen wiederholte. Im Nachhinein bedauerte Gebrselassie seine Marathonabsage, da die Luftverhältnisse in Peking während der Spiele wesentlich besser waren als bei seinem ersten Besuch.
Beim 35. Berlin-Marathon 2008 brach er nach einem taktisch klug und wesentlich gleichmäßiger als in Dubai gelaufenen Rennen mit 2:03:59 h seinen eigenen Weltrekord, den er fast auf den Tag genau ein Jahr innehatte. Freudestrahlend erreichte er das Ziel und hatte damit doch noch sein Versprechen aus dem Vorjahr (Berlin-Marathon 2007) wahr werden lassen. Gefragt, ob er irgendwann sogar noch schneller laufen könne, antwortete er kurz nach dem Rennen: „Sicherlich, vielleicht 2:03:30 Stunden. Aber ich habe einen starken Konkurrenten, und der ist mein Alter.“
2009 scheiterte sein Versuch, beim Dubai-Marathon im Januar den Marathonweltrekord nochmals zu verbessern. Seine Siegerzeit von 2:05:29 h war jedoch zu diesem Zeitpunkt immer noch die achtschnellste Zeit der Geschichte. Nach dem Rennen erklärte er: „Ich bin gekommen, um Weltrekord zu laufen, aber durch den Regen und den Wind war dies heute nicht möglich.“ Außerdem kündigte er an, auf einen Start bei den Leichtathletik-Weltmeisterschaften in Berlin verzichten zu wollen, um stattdessen beim Berlin-Marathon erneut den Weltrekord anzugreifen.
Im März versuchte er, den Halbmarathonweltrekord zurückzuerobern, den er zwischenzeitlich an Samuel Kamau Wanjiru verloren hatte. Beim CPC Loop Den Haag konnte er wegen widriger Wetterbedingungen den Rekord (58:35 min) aber zu keinem Zeitpunkt gefährden und erreichte das Ziel in 59:47 min. Im Schlussspurt musste er sogar noch den Kenianer Sammy Kirop Kitwara ziehen lassen, der mit vier Sekunden Vorsprung siegte. Im Mai gewann Gebrselassie den Great Manchester Run zum zweiten Mal nach 2005.
Am 20. September 2009 gewann er den Berlin-Marathon zum vierten Mal in Folge. Mit seiner Zwischenzeit von 1:27:49 h nach 30 Kilometern unterbot er den Weltrekord über diese Distanz um 11 Sekunden. Im weiteren Verlauf musste er jedoch seinem hohen Anfangstempo Tribut zollen und verpasste in 2:06:08 den angestrebten Weltrekord im Marathonlauf deutlich.
Beim Dubai-Marathon am 22. Januar 2010 zeigte sich, dass kurz vorher aufgetretene Rückenbeschwerden einen erneuten Weltrekord nicht zuließen. Dennoch gelang es ihm, sich mit einer Zeit von 2:06:09 h gegen seine stark laufenden Landsleute Chala Dechase und Eshetu Wendimu durchzusetzen und den dritten Sieg in Folge bei diesem Rennen zu erzielen. Im Mai gelang ihm die Titelverteidigung beim Great Manchester Run, und im September gewann er bei seiner ersten Teilnahme den Great North Run in 59:33 Minuten.
Nachdem er den New-York-Marathon 2010 nicht hatte beenden können, erklärte er zunächst auf der anschließenden Pressekonferenz überraschend seine aktive Karriere für beendet. Eine Woche später revidierte er diese Entscheidung und gab bekannt, dass er nach der Ausheilung der Knieverletzung weiterhin Wettkämpfe bestreiten werde. Sein Manager Jos Hermens teilte mit, Gebrselassie werde wie geplant beim Tokio-Marathon 2011 antreten, jedoch kam dieser Start verletzungsbedingt nicht zustande. Stattdessen trat er beim Vienna City Marathon an, wo er über die Halbmarathondistanz mit 1:00:18 h die schnellste Zeit auf österreichischem Boden erzielte, und beim Great Manchester Run, wo er zum vierten Mal triumphierte. Beim Berlin-Marathon bekam Haile nach 27 Kilometern Probleme, als Patrick Makau Musyoki das Tempo verschärfte, und musste bald darauf aufgeben, während Musyoki in 2:03:38 h den Weltrekord verbesserte. Im Oktober gewann Haile den Great Birmingham Run, im November siegte er zum dritten Mal beim Zevenheuvelenloop.
2012 wurde er Vierter beim Tokio-Marathon in 2:08:17 h, einer Zeit, die kurz zuvor beim Dubai-Marathon von nicht weniger als elf seiner Landsleute unterboten worden war. Er verzichtete daraufhin auf einen weiteren Versuch, sich für die Olympischen Spiele in London zu qualifizieren. Beim Vienna City Marathon gewann er ein Verfolgungsrennen über die Halbmarathondistanz gegen Paula Radcliffe; beide Athleten wurden am Vortag von Bundespräsident Heinz Fischer empfangen. Im Mai fuhr er seinen fünften Sieg beim Great Manchester Run ein. Bei den FBK-Games versuchte er, sich über 10.000 m für die Olympischen Spiele zu qualifizieren, wurde jedoch mit einer Zeit von 27:20,39 min nur Siebter.
Nachdem er seit 2014 kaum noch Rennen absolviert hatte, gab er im Mai 2015 das Ende seiner Profikarriere bekannt.

## Bestzeiten
| Disziplin      | Leistung     | Datum              | Ort                 | Bemerkungen                                          |
| -------------- | ------------ | ------------------ | ------------------- | ---------------------------------------------------- |
| 1500 m         | 3:33,73 min  | 6. Juni 1999       | Stuttgart           |                                                      |
| 1500 m (Halle) | 3:31,76 min  | 1. Februar 1998    | Stuttgart           |                                                      |
| 1 Meile        | 3:52,39 min  | 27. Juni 1999      | Gateshead           |                                                      |
| 2000 m         | 4:56,10 min  | 22. August 1997    | Brüssel             |                                                      |
| 2000 m (Halle) | 4:52,86 min  | 15. Februar 1998   | Birmingham          | ehemaliger Weltrekord                                |
| 3000 m         | 7:25,09 min  | 28. August 1998    | Brüssel             | Weltjahresbestzeit 1998                              |
| 5000 m         | 12:39,36 min | 13. Juni 1998      | Helsinki            | ehemaliger Weltrekord                                |
| 10.000 m       | 26:22,75 min | 1. Juni 1998       | Hengelo             | ehemaliger Weltrekord                                |
| 10 km          | 27:02 min    | 11. Dezember 2002  | Doha                | ehemaliger Weltrekord                                |
| 15 km          | 41:38 min    | 11. November 2001  | Nijmegen            |                                                      |
| 10 Meilen      | 44:24 min    | 4. September 2005  | Tilburg             | Weltbestzeit                                         |
| 20.000 m       | 56:25,98 min | 27. Juni 2007      | Ostrava             | ehemaliger Weltrekord, Zwischenzeit beim Stundenlauf |
| 20 km          | 55:48 min    | 15. Januar 2006    | Phoenix             | ehemaliger WR, Zwischenzeit beim Halbmarathon        |
| Halbmarathon   | 58:55 min    | 15. Januar 2006    | Phoenix             | ehemaliger Weltrekord                                |
| Stundenlauf    | 21,285 km    | 27. Juni 2007      | Ostrava             | ehemaliger Weltrekord                                |
| 25 km          | 1:11:37 h    | 12. März 2006      | Alphen aan den Rijn | Weltbestzeit                                         |
| 30 km          | 1:27:49 h    | 20. September 2009 | Berlin              | ehemaliger Weltrekord                                |
| Marathon       | 2:03:59 h    | 28. September 2008 | Berlin              | ehemaliger Weltrekord                                |

- (aktuelle Weltrekorde fett; Stand: 23. März 2012)